# Декоративный колокольчик
Декоративный колокольчик – это небольшого размера, преимущественно конусообразной формы предмет, изготовленный из металла, керамики, стекла или дерева.
Используется для подачи сигнала. Часто выполняет и функцию украшения интерьера. Является объектом собирательства.
Область коллекционирования и изучения колокольчиков – кампанофилия.

## Этимология слова
Слово «колокольчик» происходит от существительного «колокол», далее от праслав. *kolkolъ, вероятно, родственно лит. kañkalas (из *kalkalas), далее др.-инд. kаlаkаlаs — «беспорядочные крики, шум», греч. καλέω — «зову», лат. calāre «созывать, восклицать», греч. κέλαδος — «шум», д.-в.-н. hellan — «звучать». (Использованы данные словаря М. Фасмера.)

## Виды декоративных колокольчиков

### По виду авторства
- Авторские. Они могут быть изготовлены как в ограниченном, так и достаточно большом количестве. На авторских колокольчиках часто указываются: авторский знак (клеймо автора), порядковый номер, если колокольчик является частью серии, и общее количество колокольчиков в ней.
- Известных торговых марок, производственных компаний, мастерских. Как правило, это колокольчики серийные (промышленного производства). Они характеризуются высоким художественным уровнем исполнения и ценой.
- Сувенирные. Обычно это колокольчики массового производства, выпускающиеся как сувениры и/или подарки.

### По материалу изготовления
- Металлические (бронза, серебро, латунь, чугун, сталь, олово, различные сплавы).
- Керамические[2] (фарфор[3], майолика, фаянс[4], терракота, шамот).
- Стеклянные[5],[6] (хрустальные).
- Деревянные и из растительных материалов.
- Смешанные (стекло и бронза, бронза и слоновая кость, металл и камень).
- Редкие (янтарь, бивень моржа ).

### По форме
- Классические, т.е. конусообразные.
- Колокольчики-фигурки или фигурные колокольчики. Они могут быть в форме фигурок людей, животных, птиц и т.д. Металлические колокольчики в виде фигурок людей называются lady bells [7],[8],[9].
- «Кивающий» колокольчик (nodder[10],[11]). Головка такого колокольчика-фигурки кивает или колеблется наподобие маятника, а язык служит противовесом.
- Колокольчики в форме предметов.

### По наличию ручки
- С ручкой;
- без ручки.

Ручки могут быть:
- обычные;
- в виде фигурок людей, животных[12] и т.д.

## Изготовление декоративных колокольчиков

### Металлические колокольчики
Способы изготовления:
- литье в землю или по выплавляемым моделям[13],[14];
- штамповка;
- ковка.

Методы механической обработки:
- токарная обработка;
- шлифование;
- полирование;
- чеканка.

Методы химической обработки:
- патинирование;
- чернение;
- покрытие эмалями и лаками;
- серебрение;
- золочение.

### Керамические колокольчики
Способы формования:
- ручная лепка;
- набивка в форму;
- шликерное литье;
- раскатка (вытягивание) на гончарном круге.

Виды декорирования:
- на стадии лепки: процарапывание, оттиск штампов и разных предметов (тканей, вышивок, шишек), создание рельефа;
- по сырцу: процарапывание, прорезание, роспись ангобами;
- по утилю: роспись глазурями, деколь, раку, аэрография, роспись акриловыми красками и пр.

Виды декорирования на разных этапах изготовления колокольчика, а также количество декоративных обжигов варьируются. Сложная форма, высокая пористость или наличие микротрещин могут негативно сказываться на звуке колокольчика. Фарфор звучит звонче и тоньше, чем любой другой вид керамики.

### Стеклянные колокольчики
Существует несколько способов производства стеклянных колокольчиков. Этапы наиболее распространенного способа:
- выдувка в форму с помощью стеклодувной трубки;
- шлифование;
- резка или роспись.

### Деревянные колокольчики
- Вытачивание формы;
- роспись.

Техника, приемы, сюжеты и орнаменты росписи зависят от ее конкретного стиля.

## Тематика изображений на декоративных колокольчиках
Тематика изображений на колокольчиках разнообразна:
- исторические личности;
- религия;
- герои и сюжеты фольклора и литературных произведений;
- флора;
- фауна;
- геральдика;
- праздники, события, знаменательные даты;
- достопримечательности стран и городов и т.д.;
- орнаменты.

Часто в зависимости от темы изображений формируется колокольная коллекция или часть ее.